# Milwaukee Bucks 2005-2006
La stagione 2005-06 dei Milwaukee Bucks fu la 38ª nella NBA per la franchigia.
I Milwaukee Bucks arrivarono quinti nella Central Division della Eastern Conference con un record di 40-42. Nei play-off persero al primo turno con i Detroit Pistons (4-1).

## Roster
| N° | Naz.                   | Ruolo | Sportivo         | Anno | Alt. | Peso |
| -- | ---------------------- | ----- | ---------------- | ---- | ---- | ---- |
| 5  | Stati Uniti (bandiera) | A     | Josh Davis       | 1980 | 203  | 107  |
| 5  | Stati Uniti (bandiera) | G     | Jermaine Jackson | 1976 | 193  | 93   |
| 6  | Australia (bandiera)   | C     | Andrew Bogut     | 1984 | 213  | 111  |
| 7  | Croazia (bandiera)     | A     | Toni Kukoč       | 1968 | 208  | 87   |
| 8  | Stati Uniti (bandiera) | A     | Joe Smith        | 1975 | 208  | 102  |
| 11 | Stati Uniti (bandiera) | G     | T.J. Ford        | 1983 | 183  | 75   |
| 20 | Canada (bandiera)      | C     | Jamaal Magloire  | 1978 | 211  | 117  |
| 21 | Stati Uniti (bandiera) | GA    | Bobby Simmons    | 1980 | 201  | 95   |
| 22 | Stati Uniti (bandiera) | G     | Michael Redd     | 1979 | 198  | 100  |
| 25 | Stati Uniti (bandiera) | G     | Mo Williams      | 1982 | 185  | 84   |
| 34 | Stati Uniti (bandiera) | G     | Reece Gaines     | 1981 | 198  | 93   |
| 40 | Stati Uniti (bandiera) | C     | Ervin Johnson    | 1967 | 211  | 111  |
| 42 | Stati Uniti (bandiera) | G     | Charlie Bell     | 1979 | 191  | 91   |
| 44 | Rep. Ceca (bandiera)   | G     | Jiří Welsch      | 1980 | 201  | 94   |
| 50 | Paesi Bassi (bandiera) | C     | Dan Gadzuric     | 1978 | 211  | 109  |

## Staff tecnico
- Allenatore: Terry Stotts
- Vice-allenatori: Lester Conner, Brian James, Bob Ociepka, Mike Sanders